# امتحانات كامبردج الدولية
تقييم كامبريدج الدولي للتعليم (المعروف بشكل غير رسمي باسم كامبريدج الدولية أو ببساطة كامبريدج والمعروفة سابقا باسم CIE، كامبريدج الامتحانات الدولية) هو مزود للمؤهلات الدولية، وتقديم الامتحانات والمؤهلات إلى 10.000 مدرسة في أكثر من 160 بلدًا. وهي جزء من جامعة كامبريدج.

## التاريخ
تقييم كامبريدج الدولي للتعليم هو قسم من تقييم كامبريدج، الاسم التجاري لنقابة الامتحانات المحلية جامعة كامبريدج (UCLES)، التي تأسست في عام 1858 كقسم غير هادف للربح وغير التدريس من جامعة كامبريدج.

## المؤهلات
يقدم تقييم كامبريدج في المقام الأول مؤهلات ترك المدرسة للالتحاق بالجامعة مثل شهادة كامبردج الدولية العامة للتعليم - المستوى المتقدم (كامبردج الدولية GCE A-Levels). بالإضافة إلى ذلك، يوفر تقييم كامبريدج امتحانات المرحلة الرئيسية للمدارس الابتدائية والثانوية على الصعيد الدولي.

## اعتراف
يتم الاعتراف بمؤهلات كامبريدج للقبول من قبل جميع الجامعات البريطانية وكذلك الجامعات في الولايات المتحدة (ستانفورد وجميع جامعات رابطة آيفي) وكندا والاتحاد الأوروبي والشرق الأوسط وغرب آسيا ونيوزيلندا والهند وباكستان وبنغلاديش وسريلانكا ونيبال وكازاخستان وكذلك في بلدان أخرى

## الشراكات
تشارك كامبريدج للتقييم في شراكات مع حكومات 25 دولة حول المناهج الدراسية المتكاملة وتصميم التقييم والتطوير المهني للمعلمين 